# Плахотин, Владимир Сергеевич
Владимир Сергеевич Плахотин (17.07.1926 — 2008) — бригадир монтажников Харьковского домостроительного комбината № 1, Герой Социалистического Труда (11.08.1966).
Родился в Двуречанском районе, с. Новоужвиновка.
С сентября 1943 г. в действующей армии, минёр (2-й Украинский фронт), награждён медалью «За отвагу».
Демобилизован в 1945 г. по инвалидности (II группа) после контузии. Некоторое время работал в колхозе учётчиком. Потом по оргнабору уехал в Харьков, окончил курсы сварщиков на ХТЗ. Работал газоэлектросварщиком в строительных организациях. Возглавлял бригады в строительном управлении №1, а затем №2 ДСК-1. 
С 1957 г. бригадир монтажников Харьковского домостроительного комбината № 1. С 1961 по 1985 г. его бригада построила в Харькове 28 тысяч квартир.
Герой Социалистического Труда (11.08.1966). Заслуженный строитель Украинской ССР. Лауреат Государственной премии Украинской ССР.
Делегат XXVI съезда КПСС (1981).
Умер в 2008 г. в Харькове.